# کلیسای تثلیث مقدس، ناخیجوان
کلیسای تثلیث مقدس، ناخیجوان (ارمنی: Սուրբ Երրորդություն եկեղեցի (Նախիջևան)) یک کلیسا متعلق به کلیسای حواری ارمنی واقع در شهر ناخیجوان، جمهوری خودمختار نخجوان جمهوری آذربایجان می‌باشد. ساخت و ساز این ساختمان در سده ۷ام میلادی به پایان رسید. این بنا به سبک معماری ارمنی طراحی شده‌است.